# 페르켕코
페르켕코(스페인어: Perquenco)는 칠레 아라우카니아 주 카우틴 현의 코무나이다.